# 模擬城市：我是市長
《模擬城市：我是市長》（旧译）是模擬城市系列的創新版本，於2014年10月23日開放，由EA手遊經營，可位於iOS系統的App 商店及Android系統的Google Play 商店進行免費下載。遊戲自帶內購道具，玩家可以自行選擇是否購買。可離線進行遊戲，即單機模式，但僅可保持連續3天離線狀態，若連續3天都沒連接網路，則將顯示需要銜接網路才能繼續遊戲，否則強制退出遊戲。其下載量已超過4050萬次，位於美國區域iOS版本的熱門遊戲曾排進前十名。

## 基本介紹
建立城市倉庫即可解鎖，最初的容量為40個，可以透過指定數量的三種道具（倉庫攝影機、倉庫鎖及倉庫杆）進行增加容量的動作，一次可加5個容量，最高為800。區域倉庫可以增加20城市倉庫容量，故此最大倉庫為900。建立其他商店來製造更多的建材；只要達到一定的等級，商店可以升級，減少建材的生產時間。市長可以在貿易倉庫選擇建材銷售，銷售成功後可獲得模擬幣，市長也可以選擇至全球貿易總部，使用模擬幣購買需要的建材、道具。能夠傾聽市民的需求來規劃他們想要的建設，藉以提升模擬市民的幸福指數，也會支付更多的稅金。透過災害訓練可以提升市長的應變能力，完成後可以獲得金鑰匙。貨船訂單送到時，於指定時間內進行指定數量建材的收集，完成後可以獲得金鑰匙。有道路才能進行建設，可以建造、升級或者拆除。建立政府後解鎖，只要達到城市成就的條件，即可獲得SimCash。參加市長競賽以獲取無法以SimCash及其他途徑取得的白金鑰匙能購買白金級城市發展建築，以及免費贏得大量simcash的唯一辦法（都會區聯賽第一名享有2000simcash的獎勵），另外，市長通行證達到第42層級時，也會有1400simcash獎勵。城市發展到極限時，需要的就是土地擴展，可以透過指定數量的三種道具（推土機排氣管、推土機車輪及推土機鏟刀）進行土地擴展的動作。

### 服務
建立消防局、警察局，顧及模擬市民的安全；建立抽水站、污水處理廠，維持模擬市民的水質；建立醫院，維護模擬市民的健康。另外也能興建三合一的Maxis莊園（上限5座，開一個區域可以把上限提升一座，因此最高為10座，同時提供V博士的特殊物品）；歐米茄區域則需要控制網、無人機以保持運作，電、水、污水及廢棄物處理需求也會比較高，但無需消防局、警察局、醫院。

### 住宅區
分為一般住宅區（服務需求每幢1份量）、佛羅倫斯區（服務需求每幢1份量）、新藝術區（服務需求每幢1份量）、舊城住宅（服務需求每幢1份量）、拉丁美洲區（服務需求每幢1份量）、巴黎區（服務需求每幢2份量）、倫敦區（服務需求每幢2份量）、東京城鎮區（服務需求每幢2份量）、史詩建築物（只能從一般住宅區升級而成，服務需求每幢1份量）、歐米茄區域（服務需求每幢5份量）。每幢史詩建築可產生1加速代幣部件。蒐集3加速代幣部件可生成1加速代幣，分烏龜（速度x2）、駱馬（速度x4）、獵豹（速度x12）共三種，使用後可減少物品生產時間 ；另五大區域城市住宅各為綠色山谷區（服務需求每幢2份量）、仙人掌峽谷區（服務需求每幢2份量）、陽光島嶼區（服務需求每幢2份量）、寒冷峽灣區（服務需求每幢2份量）、石灰岩懸崖區（服務需求每幢2份量）。

### 城市發展
模擬市民繁忙的時候，會到公園來喘一口氣；也需要綠色景觀；模擬市民需要更多的教育，增進更多的知識；交通工具也是需要模擬市民來搭乘；模擬市民有時會在海灘上、休閒娛樂的場所從事各種活動；博弈是模擬市民最喜歡賭博之所在；增加地標，以增進城市的文化水準。海灘及山區可進行擴建動作並可以在海灘上建造遊樂設施或在山區建造滑雪場、天文館。

### 鐵路系統
SimCity BuildIt除系統本身的交通工具（山區火車、電車、歐米茄𥔵浮列車）外，另有鐵路的大眾運輸系統設置項目，可以建造軌道及各式車站並操作火車運載乘客，賺取鐵路模擬幣購買火車用品與其他商業用品。

### 節慶限定的建築
《模擬城市建造》的開發者為了配合現今生活的節慶，陸陸續續推出節慶限定的建築，像是萬聖節、聖誕節、春節、情人節、復活節……等等之類的建築。

### 地標
- 比薩斜塔（ 比薩）
- 大笨鐘（ 倫敦）（需要10倫敦城鎮建築）
- 凱旋門（ 巴黎）（需要5巴黎建築）
- 布蘭登堡門（ 柏林）
- 帝國大廈（ 紐約）
- 自由女神像（ 紐約）
- 華盛頓紀念碑（ 華盛頓特區）
- 姬路城（ 姬路市）（需要10東京城鎮建築）
- 艾菲爾鐵塔（ 巴黎）（需要10巴黎建築）
- 週年紀念拱門（自製）
- 吉拉達塔（ 塞維亞）
- 東京鐵塔（ 東京）
- 科隆大教堂（ 科隆）
- 威利斯大廈（ 芝加哥）
- Maxis超人雕像（自製，需要18級V大樓）
- 歐米茄之塔（自製）

粗體者需透過白金鑰匙購買（不能以SimCash獲取）

## 缺點

### 城市名稱限制
SimCity BuildIt雖說讓玩家隨意更改城市名稱，卻不接納玩家用與中共及髒話有關的字，例如「中共市」、「六四市」、 「習近平市」、「屌你老母」、「操你媽」、「屌」等，會顯示為「無效的城市名稱」，EA公司因此遭質疑自我審查。

### 網站或新聞
1. ↑  . EA Mobile Games. 2014年12月  [2015年8月3日]. （原始内容存档于2018年10月3日）.
2. 1 2 3 4 5 6 7 8 9 10 11 12 13  . iTunes: App Store. Apple Inc. 2014年10月26日  [2015年8月3日]. （原始内容存档于2015年7月2日）.
3. 1 2 3 4 5 6 7 8 9 10 11 12  . Google Play. Google Inc. 2014年10月23日  [2015年8月3日]. （原始内容存档于2014年10月27日）.
4. ↑  . CVG. 10 September 2014  [12 June 2011]. （原始内容存档于2014-12-28） （英语）.
5. ↑  EA手遊《SimCity BuildIt》下載量破4000萬次 （页面存档备份，存于）. 魔方網. 2015-06-09 [2016-03-07]. （繁體中文）
6. 1 2 3 4  Shiro. . 魔方網. 2014年12月17日  [2015年8月3日]. （原始内容 (含遊戲介紹)存档于2018年9月27日）.
7. ↑  Nick Tylwalk. SimCity BuildIt Brings London Town To Life （页面存档备份，存于）. Apptrigger. 2015-11-25 [2016-02-17]. （英文）
8. ↑  Em "SimCity Buildit": atualização libera bairro de Londres, ônibus de dois andares e muito mais! （页面存档备份，存于）. Purebreak Brasil. 2015-11-25 [2016-02-17]. （葡萄牙文）
9. ↑  Nick Tylwalk. SimCity BuildIt Goes French With Paris Town Update （页面存档备份，存于）. Apptrigger. 2015-09-29 [2016-02-17]. （英文）
10. ↑  Nick Tylwalk. SimCity BuildIt Tokyo Town Update Brings Japan To You （页面存档备份，存于）. Apptrigger. 2015-03-03 [2016-02-17]. （英文）
11. ↑  讓姬路城聳立起來吧！SimCity BuildIt 推出重大更新 （页面存档备份，存于）. Unwire. 2015-03-04 [2016-02-17]. （粵語）
12. ↑  Nick Tylwalk.  （页面存档备份，存于）. Apptrigger. 2016-06-14 [2016-06-19]. （英文）
13. ↑  甘～いバレンタインはSIMCITY BuildItで盛り上がろう！ （页面存档备份，存于）. gooスマホ部 .2016-02-11 [2016-02-17].（日語）
14. ↑  迎春節 EA多款手遊推新年限定活動 （页面存档备份，存于）.中央通訊社.2016-02-04 [2016-02-17].（繁體中文）
15. ↑  '심시티 빌드잇' 설 맞이 업데이트 실시 （页面存档备份，存于）. 헤럴드경제 . 2016-02-04 [2016-02-17].
16. ↑  手機遊戲寶藏猴塞雷 模擬城市新建物賀年 （页面存档备份，存于）. Hinet生活網. 2016-02-11[2016-03-07].（繁體中文）
17. ↑  . 《本土新聞》. 2016-06-18  [2016-06-19]. （原始内容存档于2016-07-27）.

### 影片
1. ↑  YouTube上的SimCity BuildIt Tips & Tricks - Commercial building upgrades（英文）
2. ↑  YouTube上的SimCity BuildIt Tips & Tricks Part 3 - Disasters（英文）
3. ↑  YouTube上的SimCity BuildIt Tips & Tricks Part 9 - Boat Orders（英文）
4. ↑  YouTube上的SimCity BuildIt Tips & Tricks Part 5 - Roads（英文）
5. ↑  YouTube上的SimCity BuildIt Tips & Tricks Part 10 - Achievements（英文）
6. ↑  YouTube上的SimCity BuildIt Tips & Tricks Part 11 - City Limits（英文）
7. ↑  YouTube上的SimCity BuildIt Tips & Tricks Part 1 - City Services（英文）
8. ↑  YouTube上的SimCity BuildIt Tips & Tricks - Epic Projects（英文）
9. ↑  YouTube上的SimCity BuildIt Tips & Tricks Part 2 - Specializations（英文）
10. ↑  YouTube上的SimCity BuildIt Tips & Tricks - Mountain Specialization（英文）

## 外部連結
- SimCity BuildIt的Facebook專頁
- SimCity BuildIt - EA （页面存档备份，存于）遊戲資訊網